# 青森県立青森東高等学校
青森県立青森東高等学校（あおもりけんりつ あおもりひがしこうとうがっこう）は、青森県青森市原別三丁目にある、全日制普通科の男女共学の公立の高等学校。

## 概要
県教委での議決当初は「青森県立甲田高等学校」という名称であったが、約数ヶ月後に校地が青森市東方に位置する青森市原別地区に決定した際に「青森県立青森東高等学校」となった。「自主」「礼節」「友愛」を校訓とする、開設以来の文武両道校であり、自由な校風を謳う。「風よはこべ」に始まる同校校歌は、木島始の作詞、間宮芳生の作曲。卒業生の進路は、国公私立大学進学が最も多い。　90年代半ばから校舎の老朽化が著しくなると共に設備も旧式化したため、2005年から新校舎の建設が始まり、2006年には陸上フィールド、ソフトボール場、ハンドボール場のあった場所に新しい校舎が完成。同年内に旧校舎は全て解体された。その際に同校の目印でもあった「赤門」も取り壊され、2007年時点、当時の面影は、旧正面の園庭（現在の校舎裏の園庭）に残す。

## 沿革
- 1963年9月18日 - 青森県教育委員会第18回臨時会において、青森県立甲田高等学校（全日制普通科）の設置を議決
- 1963年10月10日 - 青森県議会第75回定例会において、青森県立甲田高等学校（全日制普通科）の設置を議決
- 1964年1月10日 - 青森県教育委員会第180回定例会において、校地を青森市原別地区に決定するとともに、校名を青森県立甲田高等学校から「青森県立青森東高等学校」に変更
- 1964年4月1日 - 青森市大字浦町字野脇341番地において開校
- 1964年4月6日 - 仮校舎（青森市立北斗高等学校）において開校式、入学式を挙行
- 1965年4月17日 - 青森市大字原別字遠山26番地の新校舎に移転
- 1965年9月18日 - 校舎落成式挙行
- 1969年4月1日 - 理数科設置
- 1969年8月9日 - 生徒館「東朋寮」落成式挙行
- 1973年9月18日 - 創立十周年記念式典挙行
- 1980年4月1日 - 平内分校設置
- 1981年4月1日 - 理数科廃止
- 1983年4月1日 - 平内分校が青森県立平内高等学校として独立
- 1983年9月18日 - 創立二十周年記念式典挙行
- 1984年12月8日 - 新生徒館「東朋寮」落成式挙行
- 1993年9月18日 - 創立三十周年記念式典挙行
- 2004年4月1日 - 全日制普通科単位制高等学校（青森県初）へ改編
- 2005年3月22日 - 新校舎（現在の校舎）竣工
- 2010年4月1日 - 平内高校が青森県立青森東高等学校平内校舎となる。
- 2013年4月1日 - 青森県立青森戸山高等学校を統合する。
- 2021年3月 - 平内校舎を廃止[1]。

## 出身者
- 江渡聡徳[2] - 衆議院議員
- 沖澤のどか - 指揮者
- 津島恭一 - 衆議院議員
- 佐鳥新 - 北海道工業大学教授（宇宙工学）
- 古坂大魔王 - 歌手（ノーボトム）・お笑いタレント（元底ぬけAIR-LINE）
- ばーん（高坂友衣、高田千尋）- お笑いコンビ
- 成田美名子 - 漫画家
- 竹下けんじろう - 漫画家
- 下山天 - 映画監督
- 古川高晴 - アーチェリー選手。ロンドンオリンピック (2012年)個人戦銀メダル
- 中橋耕平 - ミュージカル俳優
- 相馬あい - 競泳選手。2023年世界水泳選手権日本代表。

## アクセス
- 青い森鉄道　青い森鉄道線　矢田前駅下車、徒歩3分。